# Shackelia Jackson
Shackelia Jackson (nacida el 27 de septiembre de 1982) es una activista de derechos humanos de Jamaica que llevó a cabo una campaña reclamando  justicia tras la muerte de su hermano en 2014

## El asesinato de Nakiea Jackson
El hermano de Jackson, Nakiea, fue asesinado en 2014 por la policía jamaicana en su ciudad natal, Kingston.
Nakiea, de 29 años, trabajaba en un restaurante y era conocido en la comunidad de Orange Villa por sus habilidades culinarias. En la mañana del 20 de enero de 2014, testigos presenciales informaron de que Nakiea estaba cocinando un gran almuerzo de pollo frito para la sucursal local del Banco Nacional de Sangre cuando un oficial de policía entró en su tienda y le disparó dos veces. Lo arrastraron por los pies y lo dejaron en una acera antes de ser arrojado en la parte trasera de un automóvil de la policía y llevado al hospital donde murió. La autopsia determinó que había muerto por dos heridas de bala.
Cuando ocurrió el tiroteo, la hermana de Nakiea, Shackelia Jackson, escuchó a la gente gritando su nombre fuera de su casa y corrió hacia el pequeño restaurante. Al principio no vio nada excepcional, toda la comida se estaba preparando, como de costumbre. Y luego vio una de las zapatillas de Nakeia en el suelo y marcas de sangre. "Mi corazón se detuvo. Mi vida se detuvo ese día ", dijo. Shackelia cerró la tienda para preservar la escena del crimen.
La policía en su informe, escribió  que se había cometido un robo en la zona y que trataron de detener al hombre cuando, este, les apuntó con un arma. Los agentes de policía buscaban a un hombre de "aspecto rastafari" . Nakiea encajaba con esa descripción. La policía informó que encontró una pistola de 9 mm. Sin embargo, los testigos declararon que Nakiea estaba desarmado en el momento del tiroteo.
El caso contra el oficial de policía que disparó contra Nakiea fue sobreseído en julio de 2016. Uno de los testigos clave se negó a comparecer ante el tribunal. Según Amnistía Internacional , tenía demasiado miedo de lo que pudiera suceder después.
La familia Jackson apeló la decisión.

Shackelia Jackson dijo:
"El sistema no tiene validez. . . Al menos deberíamos tener la oportunidad de ir a juicio, para que un jurado escuche el caso. Quiero tener la oportunidad de ver todas las pruebas y defender mi caso. Solo quiero justicia. Esta no es una lucha en iguales condiciones, pero soy muy optimista y continuaré en mi lucha por lo que es correcto "
Desde el año 2000, con la excusa de reducir la tasa de criminalidad del país , la policía Jamaicana ha matado, supuestamente, a más de 3.000 personas, en su mayoría hombres jóvenes. En 2017, el número registrado de muertes en manos de los agentes del orden jamaicanos fue de 168 personas; un promedio de tres personas a la semana en una nación de 2.8 millones.

## Haciendo campaña
Desde la muerte de Nakiea, Shackelia fue una declarada activista  a favor de la reforma policial y judicial en Jamaica, centrándose especialmente en los hombres jóvenes de los barrios de bajos ingresos del centro de la ciudad. Se tomó un año sabático y abogó por un cambio en los tribunales jamaicanos, respecto a cómo se procesa un delito y el trato benévolo a los agentes de policía después de ser acusados de un delito: "Necesitamos cambios legislativos que aparezcan en los libros, para garantizar la rendición de cuentas y la transparencia. La policía tiene la misma formación que tenía en la década de 1960 y debe evolucionar para adaptarse a la sociedad del siglo XXI ".
Jackson ha declarado que:
"Me gusta decir que el activismo me eligió a mí. Opté por un camino alternativo para lograr los cambios legislativos y políticos que garantizaran la justicia para todos y terminarán con la violencia estatal y el terrorismo en Jamaica, de modo que se salven vidas en el futuro. Y a pesar de los incansables intentos de las autoridades jamaicanas para evitar que esto prospere, no me dejo intimidar y me niego a rendirme ".
Hannah Chapman en el Eco Del norte escribió :
"Las sufragistas del siglo pasado son hoy las defensoras de los derechos humanos. Todos los días continúan alzando sus voces fuertes y apasionadas para empoderar a las comunidades, proteger a los vulnerables y crear un mundo más justo y equitativo. . . En este momento, Shackelia Jackson lucha por la justicia después de que la policía Jamaicana matara a tiros a su hermano "
En enero de 2018, Jackson declaró en el Huffington Post que  había recibido más de 6000 cartas, tuits y correos electrónicos de personas desde del Reino Unido en apoyo a su campaña en Amnistía Internacional es Escribir por los Derechos.